# (10421) Dalmatin
(10421) Dalmatin (1999 AY6) – planetoida z grupy pasa głównego asteroid okrążająca Słońce w ciągu 3,77 lat w średniej odległości 2,42 j.a. Odkryta 9 stycznia 1999 roku.